# Domenico Ferrabosco
Domenico Maria Ferrabosco (Bologna, 14 febbraio 1513 – Bologna, febbraio 1574) è stato un compositore e cantore italiano, oltre che maestro di cappella.

## Biografia
Di Domenico Maria Ferrabosco figlio di Annibale, si hanno le prime documentazioni storiche al 19 novembre 1540, quando ricevette l'incarico dalle autorità bolognesi di organizzare i pubblici concerti. In quegli anni si sposò con Giulia Novelli Dall'Arpa di Ferrara, dalla quale ebbe almeno otto figli, di cui tre musicisti.
Nel 1542 Domenico Maria esordì come compositore pubblicando a Venezia la sua prima raccolta di madrigali a cui seguirono altre opere come ad esempio il madrigale Io mi son giovinetta, che lo rese famoso.
In questi anni Domenico Maria si dedicò anche all'attività di cantore presso la basilica di San Petronio, dove diventerà  maestro di canto; contemporaneamente, nel 1543 fu scelto come maestro della cappella musicale lateranense, dove però dovette affrontare i problemi economici della chiesa romana.
Nel 1547 assunse anche impegni non inerenti alla musica, per arrotondare lo stipendio, finché l'anno successivo venne nominato maestro di cappella di San Petronio.
Nel novembre 1550 ricevette l'incarico di cappellano cantore della cappella Sistina, anche se l'attività fu interrotta per decisione papale, che richiedeva il celibato dei musicisti. Intanto proseguì a comporre musica sacra e madrigali e a pubblicarle a Venezia.
Morì a Bologna nel febbraio 1574.
La fama di Domenico Maria è dovuta soprattutto alle composizioni madrigalistiche, come con la celebre Io mi son giovinetta e volentieri, riportata in numerosissime raccolte del tempo, sul cui tema il Giovanni Pierluigi da Palestrina scrisse una messa. Il suo stile intriso del genere veneziano, ma vicino anche alla scuola romana, rappresentò una saldatura tra la tipologia severa della musica di quest'ultima e quella veneta, più vivace, con maggior strumentazione e con maggior uso di effetti cromatici.
Domenico Maria diede alle stampe una sola raccolta di madrigali, intitolata D'il Ferabosco il primo libro de' madrigali a quatro voci, pubblicata a Venezia nel 1542, oltre che singole composizioni inserite in antologie di diversi autori, pubblicate negli anni successivi: Io mi son giovinetta e volentieri, in Primo libro di madrigali de diversi eccellentissimi autori, Venezia 1542, presso Gardano. Lo stesso madrigale è presente inoltre in La eletta di tutta la musica, Venezia 1542, in Livre de meslanges, Lovanio 1575, in Musica divina, Anversa 1583, in Gemma musicalis, Norimberga 1588, in Nuova spoglia amorosa, Venezia 1593. Il madrigale è pure contenuto nelle raccolte di intavolature di V. Galilei, Il Fronimo, Venezia 1568 e 1584, di C. Fallamero, Il primo libro de intavolature da liuto, Venezia 1584, e di A. Mayone, Secondo libro di diversi capricci per sonare, Napoli 1609.
Si ricordano inoltre: Signora se pensate, Sta su non mi far male e Anime cast'e pure, contenuta nel Primo libro di madrigali de diversi eccellentissimi autori (Venezia, 1542); Io non so dir parole e Niega tua luce; Più d'alto pin, in C. de Rore, Il secondo libro de madrigali (Venezia, 1544); i madrigali Basciami vita mia e Deh ferm'amor costui, presenti in De diversi autori il quarto libro de madrigali a quatro voci (Venezia, 1554); Sipur ti guardo, in Das erste Buch ... viel schöner Lautenstück (Strasburgo, 1572; Vergin che debbo far, in Nuove laudi ariose della B. Vergine (Roma, 1600; il mottetto Usquequo Domine è contenuto in C. de Rore, Motectorum liber primus (Venezia, 1544), mentre il mottetto Ascendens Christus è conservato, in manoscritto, presso la Bibl. apost. Vaticana.

## Opere

### Madrigali
- Io mi son giovinetta e volentieri (1542);
- Signora se pensate (1542);
- Sta su non mi far male e Anime cast'e pure (1542);
- Io non so dir parole e Niega tua luce (1544);
- Più d'alto pin (1544);
- Basciami vita mia (1544);
- Deh ferm'amor costui (1544);
- Sipur ti guardo (1572);
- Vergin che debbo far (1600).

### Mottetti
- Usquequo Domine (1544).